# テレビ県民室 (信越放送)
『テレビ県民室』（テレビけんみんしつ）は、1961年8月6日から2003年3月16日まで信越放送で放送されていた長野県の広報番組である。番組企画は長らく長野県の広報室が担当していたが、田中康夫が知事に就任してからは新たに設けられた経営戦略局が番組終了まで担当していた。

## 概要
信越放送は信濃毎日新聞・朝日新聞と共に長野県が出資して出来た会社で、ラジオ局として開局して以来長野県の広報番組を放送していた（『長野県官公庁の時間』→『ラジオ県民室』）が、1958年に長野県で初となるテレビ放送を開始するとテレビでの広報番組が必要となってきた。その結果誕生したのがこの番組である。番組は誕生の経緯から、当初は『ラジオ県民室』のテレビ版というスタイルを採っていたが、自社カラー放送が開始されて以降、徐々に長野県内の話題・諸問題を扱うスタイルを採るようになっていた。また、月に一回は長野県知事との対談が組まれていた。
2002年の脱・記者クラブ宣言以降、長野県が広報のやり方を検討するようになると存在価値は失われ、晩年には毎週放送ではなくなった（実際、晩年には月の後半に長野市と松本市の広報番組が放送されるようになっていた）。そして2003年3月16日、32年に及ぶ番組の歴史に幕を閉じた。ちなみに32年という数字は、信越放送の歴代自社製作番組の最長記録である。

## 放送時間
- 日曜 17:30 - 17:45 （1961年8月6日 - 1965年3月28日）
- 水曜 12:15 - 12:40 （1965年4月7日 - 1966年3月30日）
- 水曜 12:15 - 12:45 （1966年4月6日 - 1968年10月30日）
- 日曜 08:00 - 08:30 （1968年11月3日 - 1992年3月29日）
- 日曜 07:00 - 07:30 （1992年4月5日 - 2000年3月26日）
- 日曜 11:00 - 11:30 （2000年4月2日 - 2003年3月16日[1]）

## その他の長野県広報番組
- 長野放送
  - 県からちょっと
  - あなたと県政
  - やまびこ広場
- テレビ信州
  - いい日土曜日
- 長野朝日放送
  - Do!曜ひろば